# Generaladvokat
En generaladvokat är en tjänsteman vid vissa domstolar. Generaladvokaten ansvarar vanligtvis för rådgivning till domare eller regeringen i rättsliga frågor. Ämbetet förekommer i bland annat Indien, Pakistan, Storbritannien och Europeiska unionen.